# Werner Tübke
Werner Tübke (Schönebeck, 30 luglio 1929 – Lipsia, 27 maggio 2004) è stato un pittore tedesco.
È principalmente noto per il suo monumentale dipinto dedicato alla guerra dei contadini tedeschi del XVI secolo in Germania e alla sua battaglia finale. 
Il dipinto è collocato nel Panorama Museum nella piccola città di Bad Frankenhausen in Turingia.